# Acidoproctus kelloggi
Acidoproctus kelloggi  (лат.) — вид бескрылых насекомых семейства Philopteridae из отряда пухоедов и вшей. Постоянные паразиты птиц. Северная Америка.
Длина самок около 3,65 мм, ширина — 0,72 мм (длина самцов — 3,5 мм). Паразитируют на таких утиных птицах как Американская морская чернеть (Aythya affinis), Американский красноголовый нырок (Aythya americana), Парусиновый нырок (Aythya valisineria, Anatidae). Вид был впервые описан в 1902 году М. Каррикером (Carriker, M. A., Jr.; University of Sydney).
В настоящее время (вместе с видами Acidoproctus emersoni, A. fuligulae, A. gottwaldhirschi, A. hilli, A. maximus, A. moschatae, A. rostratus и A. taschenbergi) включён в семейство Philopteridae подотряда Ischnocera. Вид был назван в честь профессора Вернона Келлогга (Prof. Vernon L. Kellogg, Leland Stanford University, Калифорния, США).
Виды утиных — хозяев паразита

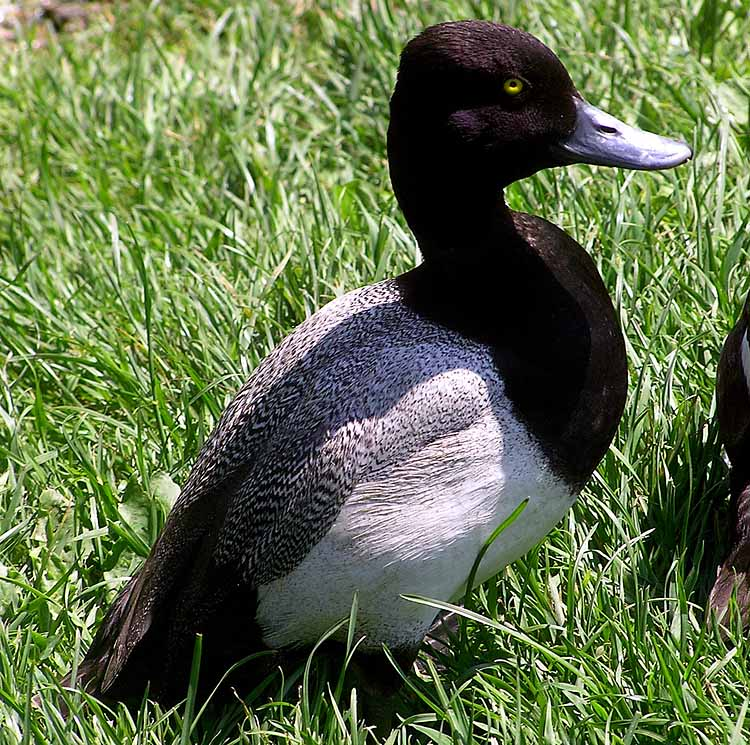
Американская морская чернеть
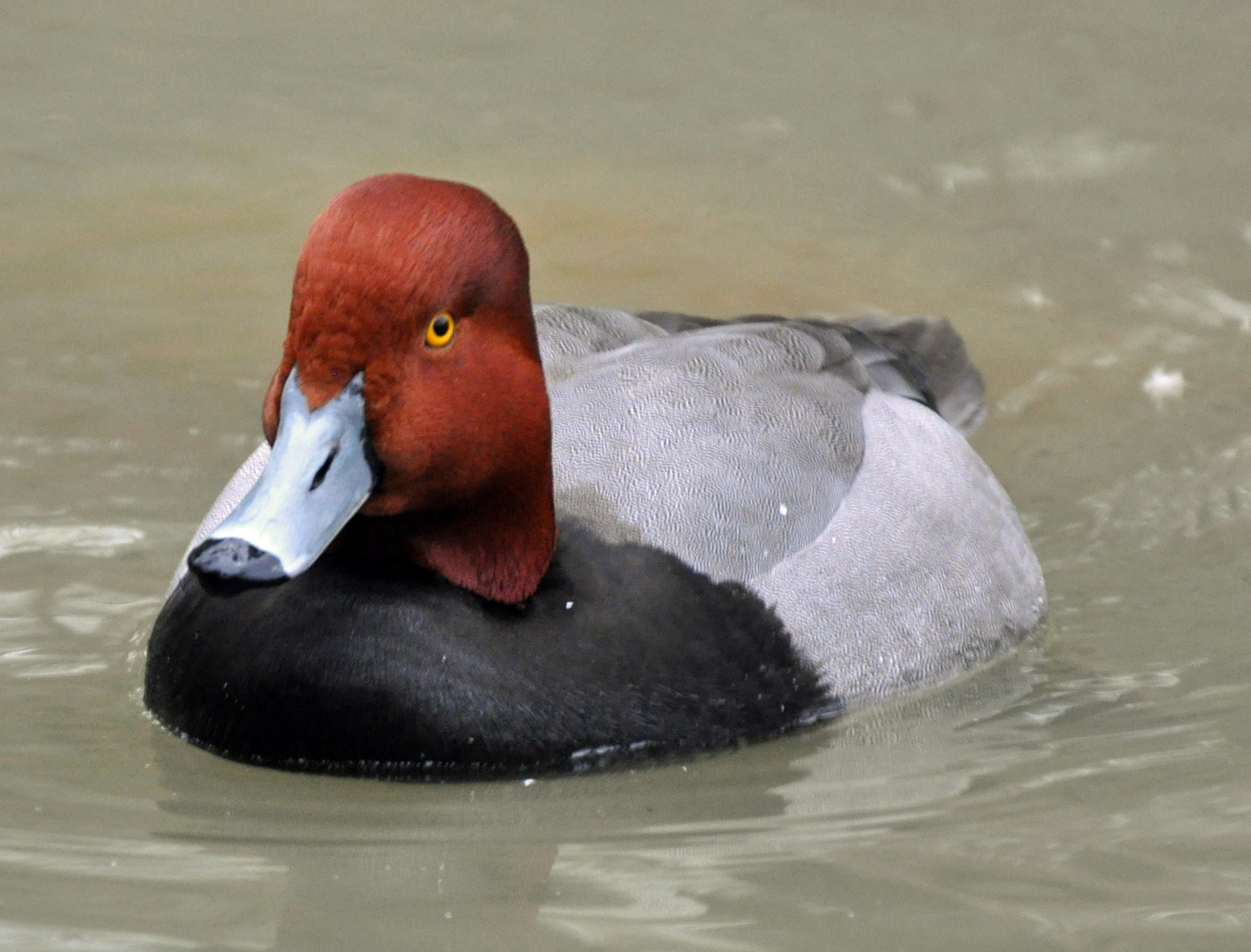
Американский красноголовый нырок
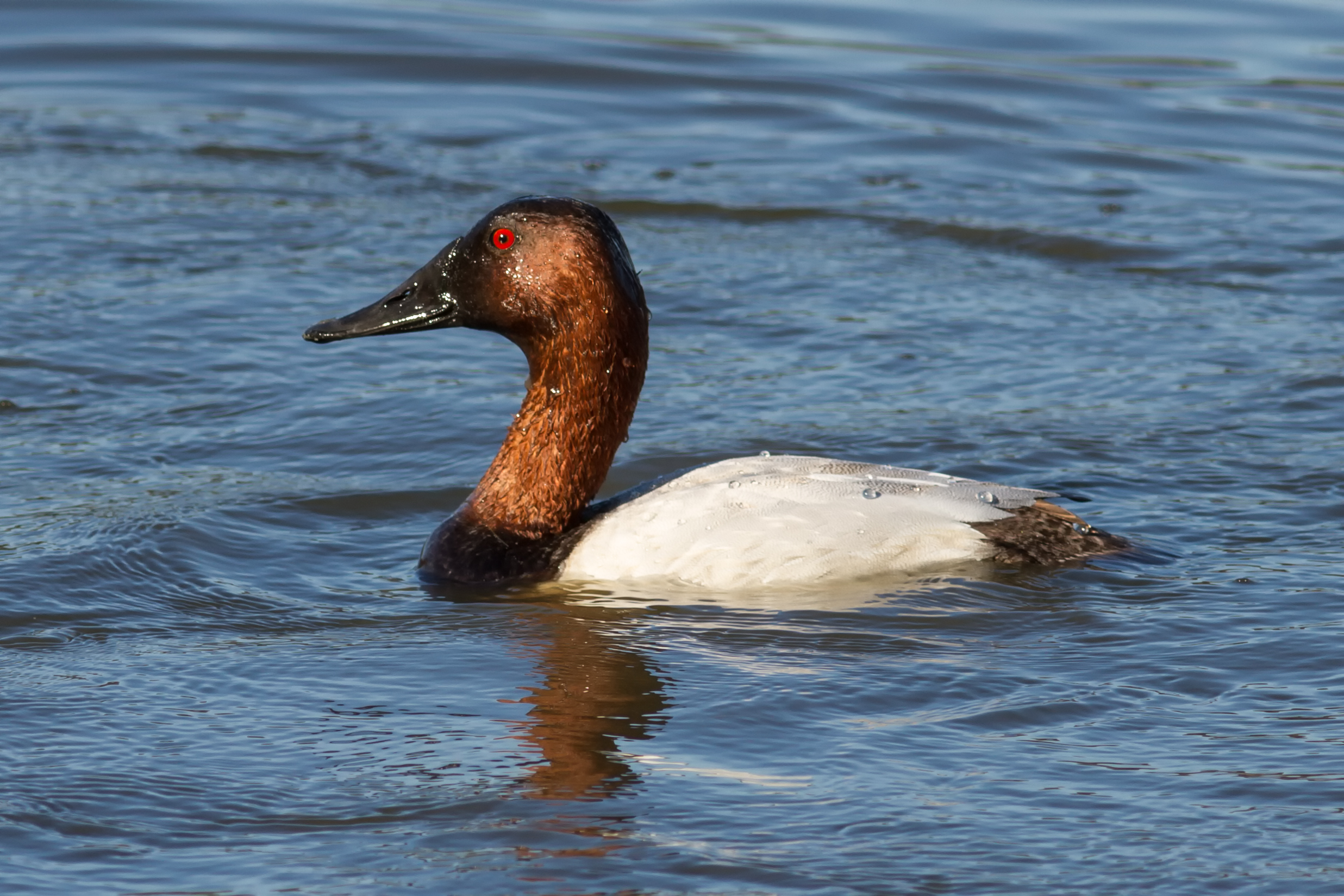
Парусиновый нырок